# La Course de printemps
La Course de printemps op. 95 est un poème symphonique de Charles Koechlin composé à partir d'un épisode du Livre de la jungle de Rudyard Kipling, de 1908 à 1927.
La Course de printemps et les Trois poèmes de la jungle op. 18 sont présentés en première audition publique salle Pleyel lors d'un « Festival Charles Koechlin », le 29 novembre 1932, par l'Orchestre symphonique de Paris sous la direction de Roger Désormière.
La première audition publique du Livre de la jungle a lieu le 19 décembre 1946 à Bruxelles, sous la direction de Franz André. Une seconde exécution, à Paris, a lieu au théâtre des Champs-Élysées en 1948 sous la direction de Roger Désormière.

## Composition
Découvrant la traduction française du Livre de la jungle par Robert d'Humières et Louis Fabulet, en 1899, Charles Koechlin s'enthousiasme pour l'œuvre de Kipling, qui « présente d'intimes correspondances avec sa propre philosophie ». 
La composition du poème symphonique s'étend sur des décennies : entrepris en 1908, La Course de printemps op. 95 est achevé avec son orchestration en 1927.

## Création
Les Trois poèmes de la jungle op. 18 et La Course de printemps op. 95 sont présentés en première audition publique à Paris, salle Pleyel, lors d'un « Festival Charles Koechlin », le 29 novembre 1932, par l'Orchestre symphonique de Paris sous la direction de Roger Désormière,,. Le public et la critique « sont unanimes à louer la beauté des Trois poèmes et le bonheur orchestral de La Course de printemps ». Albert Roussel, Darius Milhaud et Paul Collaer expriment leur admiration pour ces deux œuvres.
La première audition publique du Livre de la jungle a lieu le 19 décembre 1946 à Bruxelles, par l'orchestre de l'INR, sous la direction de Franz André. Une seconde exécution, à Paris, a lieu au théâtre des Champs-Élysées le 15 avril 1948 sous la direction de Roger Désormière : « les auditeurs, fascinés, découvrent alors l'œuvre dans toute sa splendeur ».

## Présentation
L'œuvre est en un seul mouvement, en quatre parties : Le printemps dans la forêt, Mowgli, La course, Le calme de la nuit. Charles Koechlin en présente le programme, en 1932 : 

« C'est le temps du nouveau parler, c'est-à-dire la saison où toutes les bêtes de la jungle, prises de frénésie physique, chantent d'une voix étrange l'appel du sexe. Mowgli, qui se croit empoisonné, tente de recouvrer sa force et sa santé par une course désordonnée au travers de la forêt. Parfois, il s'arrête : alors la langueur est là, toujours au plus profond de la forêt, et c'est un langage d'une douceur qui l'exaspère. Il reprend sa course folle, et c'est comme si toutes les bêtes, avec lui, couraient, bramaient, beuglaient, barrissaient. Toute la force de la nature, toute la jungle l'entraîne, jusqu'au moment où il tombe harassé. Il est au bord du grand étang sous la lune. Alors, peu à peu, le calme rentre en lui, et c'est la grande voix de la nuit qui s'élève en une longue monodie, sur la pédale basse et mystérieuse de l'orgue. La course était bitonale, polytonale, atonale ; la monodie toute de sérénité modale ; entre ces deux extrêmes, un retour progressif aux harmonies consonantes. Et l'œuvre se termine dans le mystère lourd et chaud du début. »

L'instrumentation requiert :
| Instrumentation de La Course de printemps |
| Bois |
| 1 petite flûte, 3 flûtes (la 3e aussi petite flûte), 2 hautbois (le 2e aussi hautbois d'amour), cor anglais, 3 clarinettes (la 3e aussi clarinette basse), 3 bassons (le 3e aussi contrebasson) |
| Cuivres |
| 4 cors en Fa, 4 trompettes en Ut, 4 trombones, 1 tuba |
| Percussions |
| Timbales chromatiques, triangle, cymbales, cymbales antiques, glockenspiel, tambour militaire, grosse caisse, gong                                                                              |
| Claviers / cordes pincées |
| Piano, 2 harpes, orgues |
| Cordes |
| Premiers violons, seconds violons, altos, violoncelles, contrebasses |

La durée d'exécution est d'environ 30 min,.

## Analyse
Charles Koechlin s'est exprimé sur l'œuvre dans son ensemble : 

« Il y a là un sentiment de la nature, une jeunesse, une santé, une force de vie étonnante dont le rayonnement se fait sentir jusqu'à l'âme de celui qui lit (et comprend) ce livre. Mais il faut aimer les bêtes, les arbres, la nature enfin, et la forêt vierge, et c'est pourquoi, sans doute, beaucoup de citadins n'ont pas aimé ce livre admirable. Inutile de dire que ma musique ne s'adresse qu'aux admirateurs du livre. »

Koechlin illustre certains aspects de l'orchestration avec des extraits de La Course de printemps, dans son Traité de l'orchestration : polytonalité-atonalité « par groupes distincts » pour « davantage de puissance et de simplicité », « polytonalité de dessins se succédant ou se superposant », « polytonalité entremêlée », et « espace, sentiment de multitude, de tout un monde », « effet de repos comme de délivrance », etc.
Le Livre de la jungle, « fresque impressionniste aux vastes dimensions » couronnée par La Course de printemps, est considéré comme « la partition la plus caractéristique du style de son auteur » : selon Paul Pittion en 1960, « l'imagination du compositeur, son beau talent dominé par la recherche de l'expression vraie, son langage neuf et souple détaché de tout système, qui utilise la tonalité la plus affirmée aussi bien que la polytonalité la plus mouvante, tout concourt à en faire un des chefs d'œuvre de notre époque ».
« Un des chefs-d'œuvre de la musique contemporaine » pour Darius Milhaud, La Course de printemps, « riche de rythmes et de timbres » ainsi que le relève François-René Tranchefort, est un morceau « dans lequel Koechlin use avec une aisance confondante de bitonalité, de polytonalité, d'atonalité, [et] suscite avec art les images physiques, les odeurs et les bruits de la forêt, des bêtes, tout en suggérant poétiquement les grands mystères de la nature ».

### Ouvrages généraux
- Charles Koechlin, Traité de l'orchestration, vol. IV, Paris, Éditions Max Eschig, 1954, 411 p. (BNF 39725857).
- Paul Pittion, La musique et son histoire : de Beethoven à nos jours, t. II, Paris, Éditions Ouvrières, 1960, 574 p. (BNF 33137562).
- François-René Tranchefort (dir.), Guide de la musique symphonique, Paris, Fayard, coll. « Les indispensables de la musique », 1996 (1re éd. 1986), 896 p. (ISBN 2-213-01638-0).

### Monographies
- Aude Caillet, Charles Koechlin : L'Art de la liberté, Anglet, Séguier, coll. « Carré Musique » (no 10), 2001, 214 p. (ISBN 2-84049-255-5).
- Robert Orledge, Charles Koechlin (1867-1950) His Life and Works, Harwood Academic Publishers, 1989, 457 p. (ISBN 3-7186-4898-9).